# Cappella di Sant'Anna (Stella)
La cappella di Sant'Anna è un luogo di culto cattolico situato nella frazione di San Martino nel comune di Stella, in provincia di Savona.

## Storia e descrizione
La chiesetta è a navata unica con presbiterio quadrato. La costruzione risale agli ultimi anni dell'Ottocento e venne edificata come mausoleo per la famiglia Picconi-Bolla dei cui membri, all'interno, sono ospitati molti sepolcri.
L'altare maggiore ha un profilo semplicissimo ed è sormontato da una piccola statua di Sant'Anna con la Vergine bambina.
La struttura dell'edificio è in stile neogotico sui modelli delle cappelle nordeuropee, secondo i canoni dell'epoca. Si trova su una collina in posizione dominante tra la valle del Sansobbia e quella del Teiro.